# Heroes (Måns Zelmerlöw)

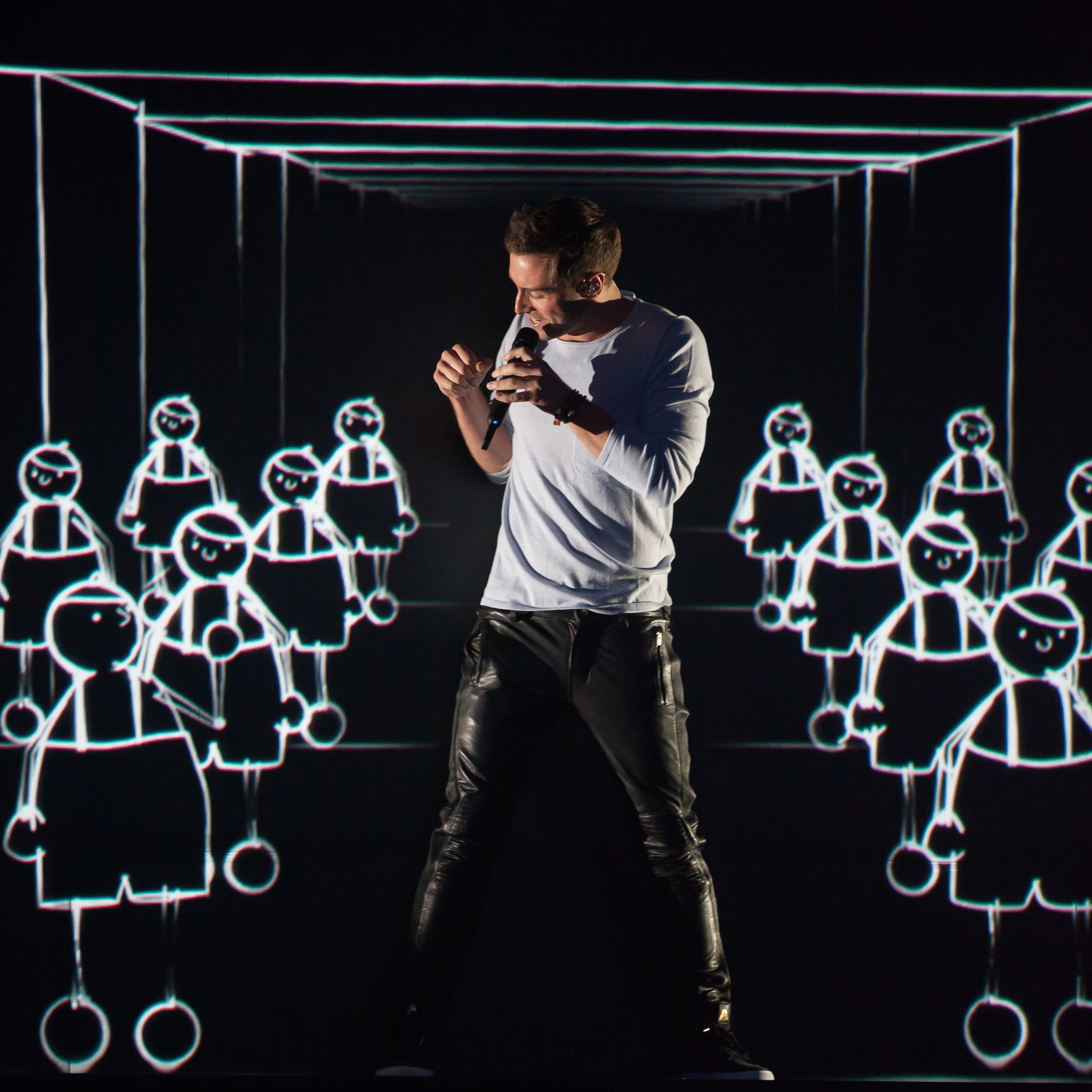
Måns Zelmerlöw op het songfestival

Heroes is een Engelstalige single van Måns Zelmerlöw. Het lied was de Zweedse inzending voor het Eurovisiesongfestival van 2015, het won met 365 punten het songfestival.

## Hitlijst

### Nederlandse Top 40
| Positie: | 38 | 32 | 33 | 35 | 37 | 39 | uit |

### Mega Top 50
| "Heroes" in de Mega Top 50 binnen: 30-05-2015 | "Heroes" in de Mega Top 50 binnen: 30-05-2015 | "Heroes" in de Mega Top 50 binnen: 30-05-2015 | "Heroes" in de Mega Top 50 binnen: 30-05-2015 | "Heroes" in de Mega Top 50 binnen: 30-05-2015 | "Heroes" in de Mega Top 50 binnen: 30-05-2015 | "Heroes" in de Mega Top 50 binnen: 30-05-2015 | "Heroes" in de Mega Top 50 binnen: 30-05-2015 | "Heroes" in de Mega Top 50 binnen: 30-05-2015 | "Heroes" in de Mega Top 50 binnen: 30-05-2015 |
| Week                                          | 1                                             | 2                                             | 3                                             | 4                                             | 5                                             | 6                                             | 7                                             | 8                                             |                                               |
| --------------------------------------------- | --------------------------------------------- | --------------------------------------------- | --------------------------------------------- | --------------------------------------------- | --------------------------------------------- | --------------------------------------------- | --------------------------------------------- | --------------------------------------------- | --------------------------------------------- |
| Nummer                                        | 17                                            | 37                                            | 40                                            | 41                                            | 47                                            | 48                                            | 48                                            | 45                                            | uit                                           |

### Ultratop 50 Vlaanderen
| "Heroes" in de Ultratop 50 Vlaanderen binnen: 30-05-2015 - 08-08-2015 | "Heroes" in de Ultratop 50 Vlaanderen binnen: 30-05-2015 - 08-08-2015 | "Heroes" in de Ultratop 50 Vlaanderen binnen: 30-05-2015 - 08-08-2015 | "Heroes" in de Ultratop 50 Vlaanderen binnen: 30-05-2015 - 08-08-2015 | "Heroes" in de Ultratop 50 Vlaanderen binnen: 30-05-2015 - 08-08-2015 | "Heroes" in de Ultratop 50 Vlaanderen binnen: 30-05-2015 - 08-08-2015 | "Heroes" in de Ultratop 50 Vlaanderen binnen: 30-05-2015 - 08-08-2015 | "Heroes" in de Ultratop 50 Vlaanderen binnen: 30-05-2015 - 08-08-2015 | "Heroes" in de Ultratop 50 Vlaanderen binnen: 30-05-2015 - 08-08-2015 | "Heroes" in de Ultratop 50 Vlaanderen binnen: 30-05-2015 - 08-08-2015 | "Heroes" in de Ultratop 50 Vlaanderen binnen: 30-05-2015 - 08-08-2015 | "Heroes" in de Ultratop 50 Vlaanderen binnen: 30-05-2015 - 08-08-2015 | "Heroes" in de Ultratop 50 Vlaanderen binnen: 30-05-2015 - 08-08-2015 | "Heroes" in de Ultratop 50 Vlaanderen binnen: 30-05-2015 - 08-08-2015 |
| Week                                                                  | 1                                                                     | 2                                                                     | 3                                                                     | 4                                                                     | 5                                                                     | 6                                                                     | 7                                                                     | 8                                                                     | 9                                                                     | 10                                                                    | 11                                                                    |                                                                       |                                                                       |
| --------------------------------------------------------------------- | --------------------------------------------------------------------- | --------------------------------------------------------------------- | --------------------------------------------------------------------- | --------------------------------------------------------------------- | --------------------------------------------------------------------- | --------------------------------------------------------------------- | --------------------------------------------------------------------- | --------------------------------------------------------------------- | --------------------------------------------------------------------- | --------------------------------------------------------------------- | --------------------------------------------------------------------- | --------------------------------------------------------------------- | --------------------------------------------------------------------- |
| Nummer                                                                | 5                                                                     | 2                                                                     | 5                                                                     | 5                                                                     | 9                                                                     | 12                                                                    | 18                                                                    | 23                                                                    | 33                                                                    | 36                                                                    | 48                                                                    | uit                                                                   |                                                                       |

1956: Refrain · 
1957: Net als toen · 
1958: Dors, mon amour · 
1959: 'n Beetje · 
1960: Tom Pillibi · 
1961: Nous les amoureux · 
1962: Un premier amour · 
1963: Dansevise · 
1964: Non ho l'età · 
1965: Poupée de cire, poupée de son · 
1966: Merci, chérie · 
1967: Puppet on a string · 
1968: La la la · 
1969: Un jour, un enfant, De troubadour, Vivo cantando, Boom bang-a-bang · 
1970: All kinds of everything · 
1971: Un banc, un arbre, une rue · 
1972: Après toi · 
1973: Tu te reconnaîtras · 
1974: Waterloo · 
1975: Ding-a-dong · 
1976: Save your kisses for me · 
1977: L'oiseau et l'enfant · 
1978: A-ba-ni-bi · 
1979: Hallelujah · 
1980: What's another year · 
1981: Making your mind up · 
1982: Ein bißchen Frieden · 
1983: Si la vie est cadeau · 
1984: Diggi-loo diggi-ley · 
1985: La det swinge · 
1986: J'aime la vie · 
1987: Hold me now · 
1988: Ne partez pas sans moi · 
1989: Rock me · 
1990: Insieme: 1992 · 
1991: Fångad av en stormvind · 
1992: Why me? · 
1993: In your eyes · 
1994: Rock 'n' roll kids · 
1995: Nocturne · 
1996: The voice · 
1997: Love shine a light · 
1998: Diva · 
1999: Take me to your heaven · 
2000: Fly on the wings of love · 
2001: Everybody · 
2002: I wanna · 
2003: Everyway that I can · 
2004: Wild dances · 
2005: My number one · 
2006: Hard rock hallelujah · 
2007: Molitva · 
2008: Believe · 
2009: Fairytale · 
2010: Satellite · 
2011: Running scared · 
2012: Euphoria · 
2013: Only teardrops · 
2014: Rise like a phoenix · 
2015: Heroes · 
2016: 1944 · 
2017: Amar pelos dois · 
2018: Toy · 
2019: Arcade · 
2021: Zitti e buoni · 
2022: Stefania · 
2023: Tattoo · 
2024: The code